# Cyclopeplus lacordairei
Cyclopeplus lacordairei là một loài bọ cánh cứng trong họ Cerambycidae.